# (4448) Phildavis
(4448) Phildavis (1986 EO) – planetoida z pasa głównego asteroid okrążająca Słońce w ciągu 4,07 lat w średniej odległości 2,55 j.a. Odkryta 5 marca 1986 roku.